# クレメンテ・サンチェス
クレメンテ・サンチェス（Clemente Sanchez、1947年7月9日 - 1978年12月25日）は、メキシコの元プロボクサー。ヌエボ・レオン州モンテレイ出身。元WBC世界フェザー級王者。

## 来歴
1963年3月23日、プロデビュー。
1972年5月19日、東京：日本大学講堂にてWBC世界フェザー級王者柴田国明（ヨネクラ）に挑戦し、3回2分26秒KO勝ちで王座を獲得した。
1972年12月16日、初防衛戦では計量オーバーで王座を剥奪された上、ホセ・レグラ（ キューバ）に13度のダウンを奪われ10回KO負け。
1978年12月25日、射殺された。31歳没。

## 通算戦績
45勝（30KO）10敗3引分け

## 獲得タイトル
- 第9代WBC世界フェザー級王座（防衛0度）